# Kazaa
Kazaa est un client pair à pair développé par Ahti Heinla, Priit Kasesalu et Jaan Tallinn. Les trois compagnons sont aussi à l'origine de la création de Skype. Kazaa se connecte sur le réseau FastTrack, caractérisé par son architecture décentralisée. Il y a quelques années, FastTrack était considéré[réf. souhaitée] comme le réseau P2P le plus utilisé au monde (environ 3 millions de connectés en moyenne).
Kazaa est souvent critiqué[réf. souhaitée] pour différentes raisons :
- par les utilisateurs, car il intègre de nombreux spywares (logiciels espions), par exemple New.net et Cydoor.
- par les maisons de disques parce qu'il est utilisé principalement comme moyen d'échange de fichiers musicaux protégés par le droit d'auteur.

Sharman Networks, société éditrice de Kazaa, a obtenu gain de cause contre les accusations des grandes maisons de disques et de la RIAA, pour violation de copyright : cette victoire est due à cette décentralisation du réseau qu'utilise Kazaa : les fichiers qui circulent de poste-à-poste ne sont pas contenus dans un serveur principal (contrairement au célèbre client Napster, qui perdit justement son procès pour cette raison). Le contrôle des informations étant presque impossible, Niklas Zennström (fondateur de Kazaa, et également développeur de Skype et du The Venice Project) n'a donc aucune responsabilité face au type de contenu (libre de droit ou sous licence de droits d'auteur) circulant grâce à sa création.
Il existe une version de Kazaa sans logiciel espion dénommée Kazaa Lite. Cette version n'étant pas produite par Sharman Networks, ces derniers attaquèrent les auteurs de Kazaa Lite en justice et obtinrent gain de cause[réf. souhaitée].
Malgré cela, Kazaa prit dès 2001 la suite de Napster comme référence incontournable dans le grand public ou la presse, quand on souhaite décrire un moyen gratuit d'échanger des fichiers musicaux ou vidéo. Cependant, les attaques judiciaires contre le téléchargement illégal sur Kazaa poussèrent de plus en plus les utilisateurs à le délaisser pour d'autres logiciels, tel eMule.
Il ferme en septembre 2005 à la suite d'une condamnation en justice.
En 2007, la base d'utilisateurs de Kazaa était quasiment nulle.
En juillet 2009, le projet revient sous forme d'un plateau de distribution légal par l'intermédiaire d'un abonnement mensuel permettant de télécharger des morceaux de façon illimitée. Le catalogue comprend plus d'un million de titres issus des répertoires des majors tels que EMI, Universal Music et Warner Music.
Depuis août 2012, le site est fermé et n'offre plus de musique.